# Kate Hornsey
Kate Hornsey est une rameuse australienne née le 19 octobre 1981 à Hobart.

## Biographie
Aux Jeux olympiques d'été de 2012 à Londres, elle obtient avec Sarah Tait la médaille d'argent en deux sans barreur.

## Palmarès

### Jeux olympiques
- 2012 à Londres,  Royaume-Uni
  -  Médaille d'argent en deux sans barreur

### Championnats du monde
- 2011 à Bled,  Slovénie
  -  Médaille d'argent en quatre sans barreur
  -  Médaille de bronze en deux sans barreur

- 2010 à Karapiro,  Nouvelle-Zélande
  -  Médaille d'argent en quatre sans barreur

- 2006 à Eton,  Royaume-Uni
  -  Médaille d'or en quatre sans barreur
  -  Médaille de bronze en huit

- 2005 à Gifu,  Japon
  -  Médaille d'or en quatre sans barreur
  -  Médaille d'or en huit